# Zembrza
Zembrza – przysiółek wsi Raniżów w Polsce, położony w województwie podkarpackim, w powiecie kolbuszowskim, w gminie Raniżów. 
W latach 1975–1998 przysiółek administracyjnie należał do województwa rzeszowskiego.
Z Zembrzy pochodzi ks. Stanisław Sudoł – polski ksiądz katolicki, sługa Boży Kościoła katolickiego.